# Холодная война в 1940-е годы
Хронология Холодной войны
- 1943
- 1944
- 1945
- 1946
- 1947
- 1948
- 1949
- 1950
- 1951
- 1952
- 1953
- 1954
- 1955
- 1956
- 1957
- 1958
- 1959
- 1960
- 1961
- 1962
- 1963
- 1964
- 1965
- 1966
- 1967
- 1968
- 1969
- 1970
- 1971
- 1972
- 1973
- 1974
- 1975
- 1976
- 1977
- 1978
- 1979
- 1980
- 1981
- 1982
- 1983
- 1984
- 1985
- 1986
- 1987
- 1988
- 1989
- 1990
- 1991

## 1943
- 1 февраля: В США запущен проект «Венона» — секретная программа контрразведки США по расшифровке советских шифрованных донесений.
- 11 февраля: Принято постановление ГКО № 2872сс о начале практических работ по созданию атомной бомбы.
- 28 ноября: Начинается Тегеранская конференция держав-союзниц по антигитлеровской коалиции.

## 1945
- 4—11 февраля: Ялтинская конференция в Крыму, с участием Президента США Франклина Рузвельта, Премьер-министра Великобритании Уинстона Черчилля и советского лидера Иосифа Сталина, а также главных чиновников трёх держав. Основное внимание уделяется решению вопроса о послевоенном статусе Германии. Союзники по Второй мировой войне (США, СССР, Великобритания, а также Франция) делят Германию на четыре оккупационные зоны. Страны-союзники соглашаются, что в Польше и во всех странах, оккупированных нацистской Германией, должны быть проведены свободные выборы. Кроме того, новая Организация Объединённых Наций должна заменить распавшуюся Лигу Наций.
- 6 марта: Советский Союз устанавливает марионеточное просоветское правительство в Румынии.
- 7 марта: Иосип Броз Тито назначен главой временного правительства Федеративной Народной Республики Югославии.
- Март — апрель: США и Великобритания возмущены тем, что Сталин исключает их из переговоров по Польше и передаёт Польшу под власть коммунистического марионеточного правительства, контролируемого из Москвы.
- Март — апрель: Сталин возмущён сведениями об операции «Санрайз», в частности что американское УСС в Швейцарии якобы ведёт переговоры о капитуляции немецких войск; он требует присутствия представителей советского командования на всех переговорах. Президент США Франклин Рузвельт категорически отрицает обвинения, но распоряжается прекратить переговоры в Швейцарии. Представители советского командования присутствует на переговорах в Италии, ведущих к капитуляции.
- 12 апреля: Смерть Франклина Рузвельта; Вице-президент США Гарри Трумэн вступает в президентские полномочия, не будучи в полной мере извещён о текущих негласных договорённостях с СССР и союзниками по Второй мировой войне, ничего не зная об атомной бомбе и предвзято относясь к Советскому Союзу.
- 22 мая: Смерть генерал-майора юстиции Николая Зори, советского обвинителя на Нюрнбергском процессе, который 23 мая был обнаружен мёртвым у себя в номере гостиницы в Нюрнберге, с пулевым ранением в лоб. Накануне Зоря просил непосредственного начальника — генерального прокурора Константина Горшенина — срочно организовать ему поездку в Москву для доклада Андрею Вышинскому о сомнениях, возникших у него при изучении катынских документов, для предстоящего доклада на рассмотрении Катынского дела в Нюрнберге. На следующее утро Зорю нашли мёртвым. Кроме осмотра места происшествия, расследование инцидента не проводилось. Официальная советская версия — «неосторожность при чистке оружия».
- 16 июня: Гибель в ДТП советского коменданта Берлина генерал-полковника Николая Берзарина. Официальная советская версия — «не справился с управлением трофейным мотоциклом».
- после 24 июня: Начало послевоенного бегства советских лётчиков за рубеж.
- 24 июля: На Потсдамской конференции Президент США Гарри Трумэн сообщает Сталину, что Соединённые Штаты обладают ядерным оружием.
- 6 августа: Президент США Гарри Трумэн следует совету военного министра Генри Стимсона и даёт разрешение на первое в мире военное применение атомного оружия против японского города Хиросима.
- 8 августа: СССР выполняет своё обязательство перед западными союзниками, объявляя войну Японии в течение трёх месяцев после победы в Европе и вторгается в Маньчжурию.
- 9 августа: Не получив ответа Японии на его ультиматумы, Президент США Гарри Трумэн даёт разрешение на второе и последнее в мировой истории военное применение атомного оружия против японского города Нагасаки.
- 10 августа: Двое офицеров Армии США Дин Раск и Чарльз Бонстил[англ.], получив задачу представить командованию план разграничения сфер влияния СССР и США в Корее, предлагают вариант разделения американской и советской оккупационных зон Корейского полуострова по 38-й параллели северной широты. 38-я параллель станет впоследствии границей между двумя Кореями, которая существует до сегодняшнего дня.
- 12 августа: Японские войска в Корее сдаются советской и американской армиям. Генерал Джон Ходж принял капитуляцию у последнего японского генерал-губернатора Кореи Абэ Нобуюки.
- 17 августа: Индонезия объявляет о своей независимости от голландского господства, что послужило началом индонезийской национальной революции.
- 19 августа — 1 сентября: Вьетминь захватывает контроль над Ханоем после капитуляции японских военных. Лидер Вьетминя Хо Ши Мин провозглашает независимую Демократическую Республику Вьетнам.
- 29 августа: Обстрел «Боинга Суперкрепости» ВВС Армии США, сбрасывавшего провиант в лагерь для военнопленных под Хамхыном, Корея, советским истребителем Як-9 пилотируемым лётчиком Жижевским, который принудил «Боинг» приземлиться. Экипаж «Боинга» в результате атаки не пострадал.
- 2 сентября: Японцы безоговорочно капитулируют перед США. Генерал Дуглас Макартур руководит оккупацией Японии и фактически не допускает к процессу советских и других представителей союзников.
- 2—16 сентября: Советско-американские воздушные бои над Маньчжурией — советские истребители против воздушных патрулей 7-го флота США.
- 4 сентября: Начало операции «Чёрный список-40»: группа обеспечения прибытия американских экспедиционных сил прибывает на аэродром Кимпхо в Сеуле, Корея. Правительство США плохо представляет себе геополитическое значение Корейского полуострова, перепоручает этот вопрос генералу Дугласу Макартуру, тот также не проявляет особого интереса к корейскому вопросу, приказывает генералу Джону Ходжу действовать «жёстко» в отношении Кореи. Тот сходу начинает американизацию подконтрольной американцам части Кореи.
- 5 сентября: Игорь Гузенко, работник советского посольства в Канаде, сбегает к канадцам и предоставляет в распоряжение Королевской канадской конной полиции доказательства о советской шпионской сети, действующей в Канаде и США. Эти разоблачения помогают изменить в западном общественном сознании восприятие Советского Союза из союзника во врага западных демократий.
- 15 октября: Во время планового патрулирования самолёт ВМС США PBM-5 «Маринер» был атакован советским истребителем в 25 милях южнее Дайрена (Порт-Артура). Перед этим «Маринер» обнаружил шесть советских транспортных кораблей на якорной стоянке и гидросамолёт у китайского берега в Чжилийском заливе, в северо-западной части Жёлтого моря.
- Ноябрь: Сталин отказывается уступить оккупированную советскими войсками территорию в Иране, что положило начало Иранскому кризису. Образуются два кратковременных просоветских марионеточных режима, Демократическая Республика Азербайджан и Республика Мехабад.
- 9 декабря: По дороге на охоту на фазаньих угодьях близ Шпайера попадает в ДТП американский генерал Джордж Паттон, весьма популярный в Америке, потенциальный кандидат в президенты США. 21 декабря Паттон умирает от эмболии в военном госпитале в Гейдельберге.

## 1946
- Январь: Между китайскими коммунистическими и националистическими силами возобновилась гражданская война в Китае.
- 7 января: Австрийская Республика воссоздана в границах 1937 года, но разделена на четыре оккупационные зоны: американскую, британскую, французскую и советскую.
- 11 января: Энвер Ходжа провозглашает Народную Республику Албанию, став её премьер-министром.
- 9 февраля: Иосиф Сталин произносит речь, в которой заявляет, что капитализм и империализм делают будущие войны неизбежными.
- 22 февраля: Проректор Национального военного колледжа США по международному сотрудничеству Джордж Кеннан пишет свою «Длинную телеграмму», описывая в ней свой взгляд на цели и намерения советского руководства на мировой арене.
- Март: Возобновление гражданской войны в Греции между коммунистами и монархическим правительством.
- 2 марта: Британские войска покидают зону оккупации на юге Ирана. Советские войска остаются в занятым ими северном секторе.
- 5 марта: Уинстон Черчилль предупреждает мир «о появлении железного занавеса в Европе». Целью возведения «Железного занавеса», названного Уинстоном Черчиллем, было создание пропасти между развивающимися странами Европы и странами, которые всё ещё находятся под советской диктатурой.
- 26 мая: Коммунистическая партия Чехословакии получает 31,2 % голосов на парламентских выборах 1946 года, став крупнейшей партией в Учредительном национальном собрании.
- 2 июня: После всеитальянского референдума провозглашается Итальянская Республика.
- 4 июля: Филиппины получают независимость от Соединённых Штатов и начинают борьбу с коммунистическими повстанцами Хук (восстание Хукбалахап).
- 6 сентября: В речи, известной как «Переформулирование политики в отношении Германии» в Штутгарте, Государственный секретарь США Джеймс Бирнс отвергает план Моргентау. Он заявляет о намерении США держать войска в Европе на неопределённый срок и выражает одобрение США территориальной аннексии 29 % довоенной Германии, но не оправдывает дальнейших претензий.
- 8 сентября: На референдуме Болгария голосует за создание Народной Республики, свергнув короля Симеона II. Западные страны отклоняют голосование как «фундаментально ошибочное».
- 24 сентября: Президенту США Гарри Трумэну представлен доклад Клиффорда—Элси, документ, в котором перечислены нарушения Советским Союзом соглашений с Соединёнными Штатами.
- 27 сентября: Посол СССР в США Николай Новиков пишет ответ на Длинную телеграмму Кеннана, известную как «Телеграмма Новикова», в которой он заявляет, что Соединённые Штаты «стремились к мировому господству».
- 15 декабря: Советский Союз выводит войска из Ирана. Азербайджанское Народное Правительство и Махабадская Республика распущены.
- 19 декабря: Французские войска десантируются в Индокитае, начинается Первая Индокитайская война. Им противостоят коммунисты Вьетминя, выступающие за национальную независимость.

## 1947
- 1 января: Американская и британская оккупационные зоны в Германии объединяются в совместную зону, также известную как Бизония.
- 10 февраля: Создание нейтральной Свободной территории Триест.
- 7 марта: Начало гражданской войны в Парагвае.
- 12 марта: Президент США Гарри Трумэн провозглашает Доктрину Трумэна, начиная с оказания помощи Греции и Турции, чтобы предотвратить их попадание в советскую сферу.
- 16 апреля: Крупный американский финансист Бернард Барух в речи, произнесённой на церемонии открытия его портрета в Палате представителей Южной Каролины, употребляет выражение «Холодная война» для описания отношений между Соединёнными Штатами и Советским Союзом.
- 22 мая: США предоставляют Греции и Турции военную помощь в размере 400 миллионов долларов, сигнализируя о своём намерении сдержать коммунизм в Средиземноморье.
- 5 июня: Государственный секретарь США Джордж Маршалл излагает планы комплексной программы экономической помощи разорённым войной странам Западной Европы, которая стала известна во всём мире как план Маршалла.
- 11 июля: США объявляют о новой оккупационной политике в Германии. Оккупационная директива JCS 1067, экономический раздел которой запрещал «шаги, направленные на экономическое восстановление Германии [или] направленные на поддержание или укрепление немецкой экономики», заменена новой оккупационной директивой США JCS 1779, в которой вместо этого отмечается, что «упорядоченное процветающая Европа требует экономического вклада стабильной и продуктивной Германии».
- 14 августа: Пакистан получает независимость от Соединённого Королевства.
- 15 августа: Индия получает независимость от Соединённого Королевства.
- Сентябрь: Советский Союз формирует Коммунистическое информационное бюро (КОМИНФОРМ), с помощью которого он диктует дальнейшие действия руководству зарубежных коммунистических партий в некоммунистических странах.
- 20 октября: Станислав Миколайчик, лидер некоммунистической Польской народной партии, бежит из страны перед предстоящим арестом. Легальная политическая оппозиция управляемому из Москвы польскому коммунистическому режиму ликвидирована.
- 14 ноября: Организация Объединённых Наций принимает резолюцию, призывающую к выводу иностранных войск из Кореи, свободным выборам в каждой из двух администраций и созданию комиссии ООН, посвящённой объединению полуострова.
- 29 ноября: Организация Объединённых Наций разделяет Палестину.
- 30 ноября: Арабо-израильская война 1947—1949 годов и гражданская война в Палестине.
- 30 декабря: В Румынии король Румынии Михай I вынужден отречься от престола по приказу лидера румынской компартии Георге Георгиу-Деж, монархия упразднена и вместо неё учреждена Народная Республика Румыния. Коммунистическая партия правила страной до декабря 1989 года.

## 1948
- 5 января: Бирма (ныне называемая Мьянма) становится независимой от Великобритании в соответствии с Законом о независимости Бирмы 1947 года.
- 30 января: Убийство Махатмы Ганди.
- 25 февраля: Коммунистическая партия Чехословакии по приказу из Москвы захватывает власть в стране в результате чехословацкого государственного переворота 1948 года.
- 10 марта: В прессе сообщается, что Министр иностранных дел Чехословакии Ян Масарик покончил жизнь самоубийством.
- 3 апреля: Президент США Гарри Трумэн подписывает план Маршалла. По итогу США предоставили западноевропейским странам экономическую помощь в размере 12,4 млрд долларов.
- 9 апреля: Гражданская война в Колумбии, также известная как «Ля виоленсия», начинается между Колумбийской консервативной партией и Колумбийской либеральной партией.
- 10 мая: Парламентское голосование на юге Кореи подтверждает утверждение Ли Сын Мана на посту президента Республики Корея после бойкота левыми.
- 14 мая: Образовано Государство Израиль, первым премьер-министром которого стал Давид Бен-Гурион.
- 15 мая: Начало арабо-израильской войны 1948 года.
- 12 июня: Матьяш Ракоши становится генеральным секретарём Венгерской партии трудящихся и становится фактическим лидером коммунистической Венгрии.
- 18 июня: Коммунистическое восстание в Малайе начинается против британских сил и сил Содружества.
- 21 июня: Администрации британской и французской оккупационных зон Германии вводят единую валюту — немецкую марку.
- 24 июня: Сталин отдаёт приказ о блокаде Западного Берлина, закрывая все сухопутные пути из Западной Германии в Берлин, в попытке вытеснить из города французские, британские и американские войска, спровоцировав протесты западноберлинского населения, заморив горожан голодом. В ответ три западные державы запускают берлинский воздушный мост для снабжения жителей Берлина по воздуху, сталинская затея терпит крах.
- 28 июня: Советский Союз исключает Югославию из Коммунистического информационного бюро (КОМИНФОРМ) за позицию последнего в отношении гражданской войны в Греции.
- 28 июня: Начало Берлинского воздушного моста.
- 3 августа: Бывший член Коммунистической партии США Уиттекер Чемберс дал показания под присягой перед Комиссией Палаты представителей Конгресса США по расследованию антиамериканской деятельности о том, что Элджер Хисс, представитель Госдепартамента США, а также один из создателей Организации Объединенных Наций, занимая должность государственного служащего, является коммунистом.
- 15 августа: Соединённые Штаты объявляют Республику Корея законным правительством Корейского полуострова, а Ли Сын Ман назначается её лидером.
- 16 августа: Представитель министерства финансов США Гарри Декстер Уайт, советский шпион, а также основатель Международного валютного фонда и Всемирного банка, скончался в своём особняке в Нью-Гэмпшире от последствий отравления после начала официального правительственного расследования его возможной работы на советские спецслужбы.
- 9 сентября: Советский Союз объявляет Корейскую Народно-Демократическую Республику законным правительством всего Корейского полуострова, а Ким Ир Сен назначен её лидером.
- 11 сентября: Смерть пакистанского лидера Мухаммеда Али Джинны.
- 18 сентября: В Индонезии начинается Мадиунское восстание, организованное Народно-демократическим фронтом (РДР) и возглавляемое лидером Коммунистической партии Индонезии Мунаваром Муссо. Восстание заканчивается через три месяца, после того как индонезийская армия захватывает или убивает большую часть повстанцев.
- 9 октября: Побег Пирогова и Барсова, двух советских военных лётчиков, за пределы «Железного занавеса». Год спустя Барсов вернулся и был расстрелян.
- 20 ноября: Американский консул и сотрудники консульства США в Мукдене, Китай, фактически взяты в заложники коммунистическими силами Китая. Кризис закончился только через год с серьёзным ущербом для отношений США с новым коммунистическим правительством в Китае.
- 1 декабря: В Аделаиде (Австралия) близ секретного полигона Вумера обнаружен мёртвый мужчина с признаками отравления неизвестным ядом, в прессе разгорается шпионский скандал известный как дело «Тамам Шуд».

## 1949
- 5—8 января: По приказу Сталина образован Совет экономической взаимопомощи (СЭВ).
- 4 апреля: Бельгией, Канадой, Данией, Францией, Исландией, Италией, Люксембургом, Нидерландами, Норвегией, Португалией, Соединённым Королевством и Соединёнными Штатами, чтобы противостоять коммунистической экспансии, основана Организация Североатлантического договора (НАТО).
- 11 мая: Советская блокада Берлина заканчивается открытием подъездных путей к Берлину. Переброска по воздуху западной гуманитарной помощи продолжается до сентября на случай, если советские войска восстановят блокаду. Как утверждает историк Лестер Брюн: «Москва осознала, что блокада не увенчалась успехом — она сблизила западные державы, а не разделила их. Кроме того, ответные меры Запада нанесли значительный ущерб  экономике Восточной Германии и других советских сателлитов».
- 23 мая: В Германии Бизония сливается с французской зоной контроля, образуя Федеративную Республику Германия со столицей в Бонне.
- 29 августа: Советский Союз испытал свою первую атомную бомбу. Испытание, названное американцами как «Джо-1», проходит успешно, Советский Союз становится второй в мире ядерной державой.
- 13 сентября: СССР накладывает вето на членство в Организации Объединённых Наций Цейлона, Финляндии, Исландии, Италии, Иордании и Португалии.
- 15 сентября: Конрад Аденауэр становится первым канцлером Федеративной Республики Германии.
- 1 октября: Мао Цзэдун провозглашает основание Китайской Народной Республики, добавляя четверть мирового населения в коммунистический лагерь.
- 7 октября: СССР объявляют свою оккупационную зону Германии Германской Демократической Республикой со столицей в Восточном Берлине.
- 16 октября: Никос Захариадис, лидер Коммунистической партии Греции, объявляет о прекращении вооружённого восстания. Декларация Захариадиса завершает гражданскую войну в Греции и знаменует собой первое успешное сдерживание коммунизма от захвата власти в послевоенном мире.
- 27 декабря: Нидерланды признают суверенитет Соединённых Штатов Индонезии после голландско-индонезийской конференции за круглым столом, на которой военный лидер Сукарно объявлен первым президентом образованного федеративного государства.